# Francesco Ceci
Francesco Ceci (né le 18 décembre 1989 à Ascoli Piceno) est un coureur cycliste italien, spécialiste de la piste. Ses frères Davide et Luca sont également coureurs cyclistes.

## Palmarès sur piste

### Championnats du monde
- Copenhague 2010
  - 16e de la vitesse par équipes
  - 17e du keirin
  - 22e du kilomètre
- Apeldoorn 2011
  - 19e du kilomètre
  - 19e du keirin
  - 43e de la vitesse
- Melbourne 2012
  - 21e du kilomètre
  - 51e de la vitesse
- Minsk 2013
  - 9e du kilomètre
  - 21e du keirin
  - 41e de la vitesse
- Saint-Quentin-en-Yvelines 2015
  - 13e du kilomètre
  - 21e du keirin
- Londres 2016
  - 13e du keirin[1]
- Hong Kong 2017
  - 25e du keirin (éliminé au repêchage du premier tour)[2]

### Championnats d'Italie
| - 2008 - Champion d'Italie de vitesse par équipes (avec Roberto Chiappa, Luca Ceci et Giuseppe Stefano Fiorin) - 2009 - Champion d'Italie du kilomètre - Champion d'Italie de vitesse par équipes (avec Luca Ceci et Andrea Guardini) - 2e du keirin - 3e de la vitesse - 2010 - Champion d'Italie du kilomètre - Champion d'Italie du keirin - 2e de la vitesse - 2011 - Champion d'Italie du kilomètre - Champion d'Italie du keirin - Champion d'Italie de vitesse par équipes (avec Luca Ceci et Valerio Catellini) - 2e de la vitesse - 2012 - Champion d'Italie du kilomètre - 2e du keirin - 2e de la vitesse - 2013 - Champion d'Italie du kilomètre - Champion d'Italie du keirin - Champion d'Italie de vitesse | - 2014 - Champion d'Italie du kilomètre - Champion d'Italie du keirin - Champion d'Italie de vitesse par équipes (avec Davide Ceci et Giacomo Del Rosario) - 2e de la vitesse - 2015 - Champion d'Italie du kilomètre - Champion d'Italie du keirin - Champion d'Italie de vitesse - 2016 - Champion d'Italie du kilomètre - Champion d'Italie de vitesse par équipes (avec Davide Ceci et Dario Zampieri) - 2018 - Champion d'Italie du keirin - Champion d'Italie de vitesse - 2019 - Champion d'Italie du keirin - Champion d'Italie de vitesse - 2020 - Champion d'Italie du kilomètre - Champion d'Italie de vitesse - 2021 - Champion d'Italie de vitesse - 2023 - Champion d'Italie du kilomètre |